# Erinnerungen einer Nonne
Erinnerungen einer Nonne ist ein deutsches Stummfilmmelodram von Arthur Bergen mit der US-Amerikanerin Imogene Robertson in der Titelrolle, die zugleich ihre letzte deutsche Filmrolle werden sollte.

## Handlung
Schwester Angelika hält Nachtwache bei einem schwer Erkrankten. Punkt ein Uhr in der Nacht muss er seine Medizin erhalten – genau fünf Tropfen, nicht mehr und nicht weniger. Alles andere könnte seinen Tod bedeuten. Während die Ordensschwester wacht, erkennt sie plötzlich in ihm denjenigen Mann wieder, der einst fatal auf ihren weiteren Lebensweg einwirkte. Der Moribunde hatte sie als unschuldiges, junges Mädchen, als sie noch Agnes Mirus hieß und in einem Warenhaus angestellt war, sexuell missbraucht und anschließend, anstatt zu ihr zu stehen, eine Andere geheiratet. Angelika blieb mit den Folgen allein zurück und musste ihr Schicksal allein meistern. Als sie sich einem Eingriff unterzog, um die ungewollte Schwangerschaft zu beenden, wurde dies publik, und Angelika musste ebenso wie die „Engelmacherin“ eine Haftstrafe antreten.
Wieder in Freiheit, verließ Agnes das Land und fand in der Fremde einen anständigen Mann, der sie liebte und heiratete. Doch als ihre Vergangenheit herauskam, verflog ihr Glück schlagartig. Wieder war das junge Mädchen eine Geächtete. Sie kehrte nach Deutschland zurück und fand, mittellos, gedemütigt, krank und von allen verlassen, Aufnahme beim Orden der barmherzigen Schwestern. Jetzt am Krankenbett ihres gewissenlosen Verführers sitzend, gehen Angelika tausend Gedanken durch den Kopf: Soll sie helfen, soll sie sich am Übeltäter rächen? Der sechste Tropfen, der wie eine Mahnung an das Gewissen am Rand des Medizinfläschchens unentschlossen zu hängen scheint, scheint ihr die Richtung vorzugeben. Doch Schwester Angelika erinnert sich der hier erfahrenen Güte und blickt dem Kruzifix-Jesus, der über dem Krankenbett prangt, in die Augen. Die junge Frau, tief in ihrem Glauben gefestigt, entscheidet sich für das Richtige und pflegt ihren einstigen Peiniger solange, bis dieser wieder genesen ist.

## Produktionsnotizen
Erinnerungen einer Nonne entstand ab Mitte November 1926 bis Januar 1927 in den Filmstudios von München-Geiselgasteig, passierte am 1. Februar 1927 die (Münchner) Filmzensur und wurde am 24. Februar desselben Jahres in Berlins Alhambra-Kino und der Schauburg uraufgeführt. Die Länge des mit Jugendverbot belegten Sechsakters betrug 2118 Meter. In Österreich lief er Film am 21. Oktober 1927 unter dem Titel Die Liebe einer Nonne an.
Ludwig Reiber schuf die Filmbauten.
Der Film erhielt das Prädikat „volksbildend“.

## Kritiken
Die Tagblatt urteilte: “Die Trägerin der weiblichen Hauptrolle dieses Werkes ist Imogene Robertson. Diese Künstlerin stellt sich mit der Kreierung der an schauspielerisches Können höchste Anforderung stellenden Rolle würdig an die Seite ihrer Kolleginnen, die bereits früher in Filmen ähnlicher Art wahre Triumphe gefeiert haben.”
In der Österreichischen Film-Zeitung heißt es: “Ein Menschenschicksal zieht in diesem Film vor den Augen des Beschauers vorüber, das Schicksal einer Frau, die trotz ihrer Jugend alle Stationen menschlichen Leides durchmachen muß.”
Auch die Salzburger Chronik verwies mit pathetischen Worten auf den hochemotionalen Inhalt dieses Streifens: “Diese Handlung wird in tief ergreifenden Szenen, die Tränen in Mädchenaugen hervorrufen, prächtig zur Darstellung gebracht, wobei besonders Imogene Robertson als Heldin des Films hervorzuheben ist”